# 交響曲第2番 (ドホナーニ)
交響曲第2番ホ長調 作品40は、エルンスト・フォン・ドホナーニの2番目の交響曲。

## 概要
着想は1906年に遡り、1928年には全体の構想が出来上がっていたが、ドホナーニが交響曲の発表機会について悲観的だったため作曲の開始は遅れた。第二次世界大戦中の1943年に着手され、1944年7月にブダペスト郊外の別荘で第1楽章が書き上げられた。戦火が激しさを増す中、ブダペストや亡命先のウィーンで後続の楽章が書かれ、1945年の春に全曲が完成した。1946年に出版され、「両親の思い出に」献呈されたこの稿は1948年11月23日にロンドンにおいて、ノーマン・デル・マー指揮のチェルシー交響楽団によって初演されたが、評価は芳しくなかった。
アメリカに移住し、フロリダ州立大学で教鞭を執っていた晩年のドホナーニは、交響曲第2番を全面的に改稿することを思い立った。1957年3月15日にアンタル・ドラティ指揮のミネアポリス交響楽団によって改訂稿が演奏され、好意的に迎えられたが、ドホナーニはこれに納得せずさらに改訂を加え、11月15日に同じ演奏者によって現行の最終稿が初演された。
友人であったバルトーク・ベーラらの影響が一部に見られるものの、総体的にはヨハネス・ブラームスやリヒャルト・ワーグナーの伝統に連なるロマンティックかつ壮大な規模の作品である。ドホナーニはこの作品の意図について、愛読書であったイムレ・マダーチの戯曲『人間の悲劇』から引用し、「偉大な闘いの終わりに終着点がある。終着点は死であり、生は闘争である」と要約している。

## 楽器編成
四管編成の大規模な管弦楽が用いられている。
ピッコロ、フルート3、オーボエ3、クラリネット3、バスクラリネット、ファゴット3、コントラファゴット、ホルン8、トランペット4、トロンボーン4、チューバ、打楽器、ハープ、弦五部

## 楽曲構成
全4楽章からなる。演奏時間は50分前後。
- 第1楽章　Allegro con brio, ma energico e appassionato

ソナタ形式による。冒頭にユニゾンで奏される力強い第一主題（譜例）と、チェロとホルンによる歌謡的な第二主題が対立的に扱われて進んでいく。

- 第2楽章　Adagio pastorale, molto con sentimento

コーラングレに3本のフルートが応える冒頭の楽想と、すぐ後に弦楽器の歌う旋律とを中心に進み、中間部分ではクラリネット群の独奏に始まり動きを増す。第1楽章の激しい展開とは対照をなす穏やかな楽章で、ドホナーニは、エデンの園におけるイヴを表したとしている。
- 第3楽章　Burla: Allegro

「嘲り」と題されたスケルツォ楽章。木管楽器群、トロンボーンやトランペットなどに皮肉っぽくグロテスクな楽想が目まぐるしく登場し、ドホナーニは「第2楽章の正反対」と形容した。
- 第4楽章　Introduzione, variazione con fuga sopra un corale di J.S. Bach, e coda

ヨハン・ゼバスティアン・バッハの歌曲「甘き死よ来たれ」("Komm, süßer Tod", BWV478)に基づく変奏曲とフーガ。ヴァイオリンのソリによる導入ののち、バッハの主題が弦楽器によって荘重に奏され、変化に富んだ5つの変奏が続く。アダージョの第5変奏が低音に沈み込むと、弦の奏するバッハの主題によって精巧な三重フーガが始まり、ここでは第1楽章の第1主題も登場する。行進曲風の壮麗なコーダで全曲が結ばれるが、ドホナーニはこの終結を「死に対する生の勝利」を表現したものと述べた。